# St. Michaelis (Breslau-Elbing)

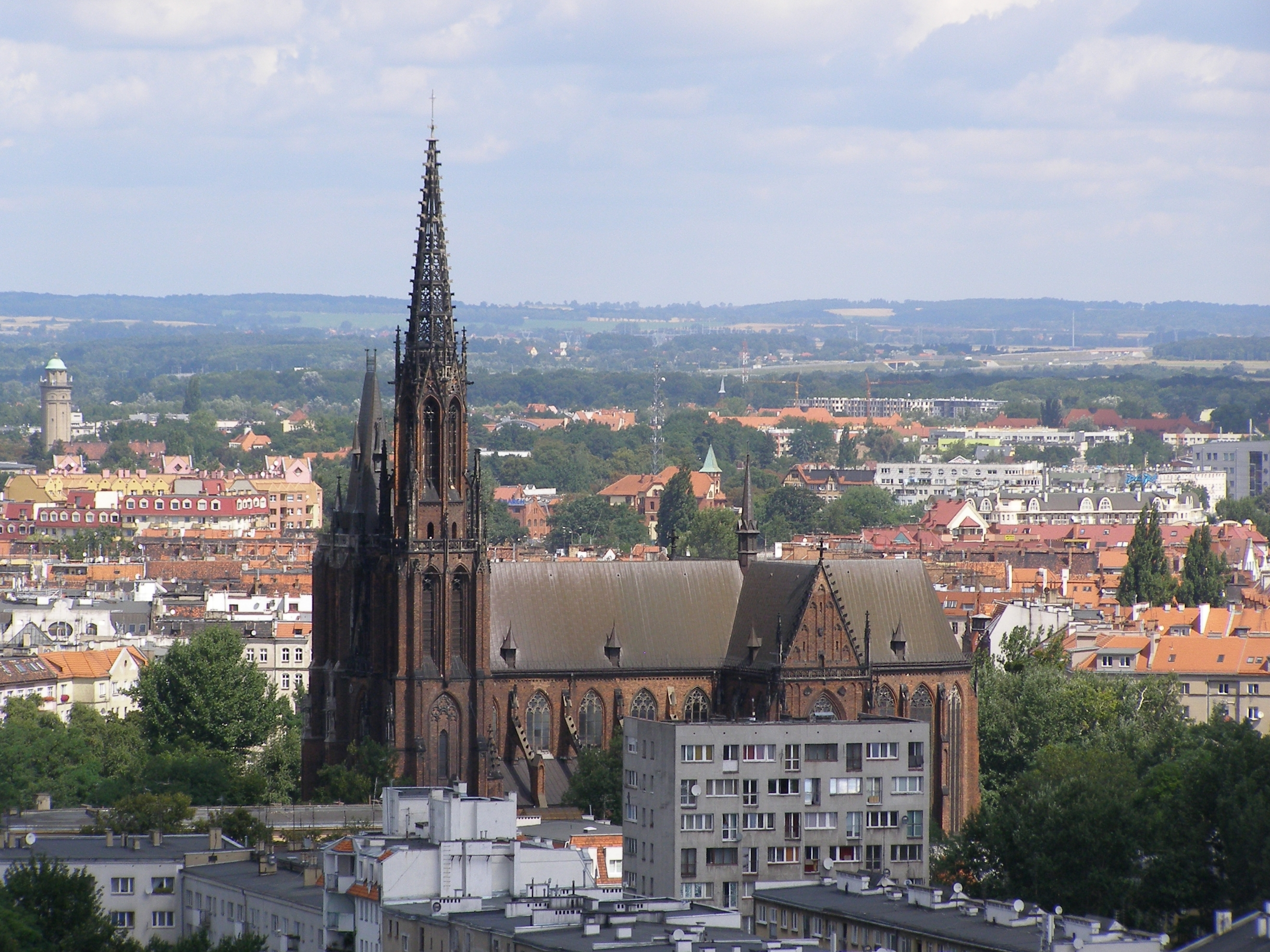
St.-Michaelis-Kirche

Die St.-Michaelis-Kirche (polnisch Kościół św. Michała Archanioła we Wrocławiu) ist eine römisch-katholische Pfarrkirche im Breslauer Stadtteil Elbing (Ołbin). Die Kirche ist dem Erzengel Michael geweiht.

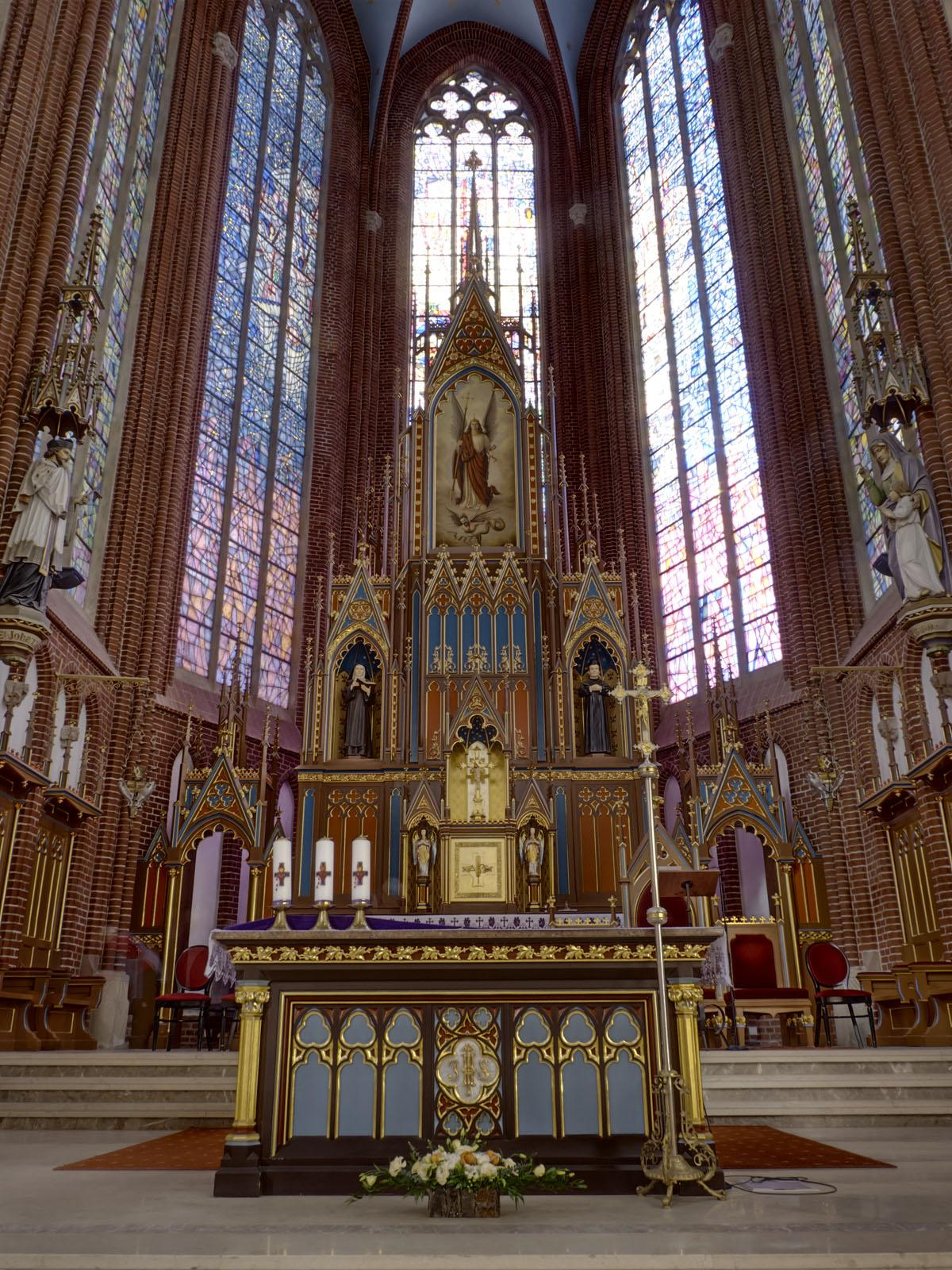
Altarraum

## Geschichte

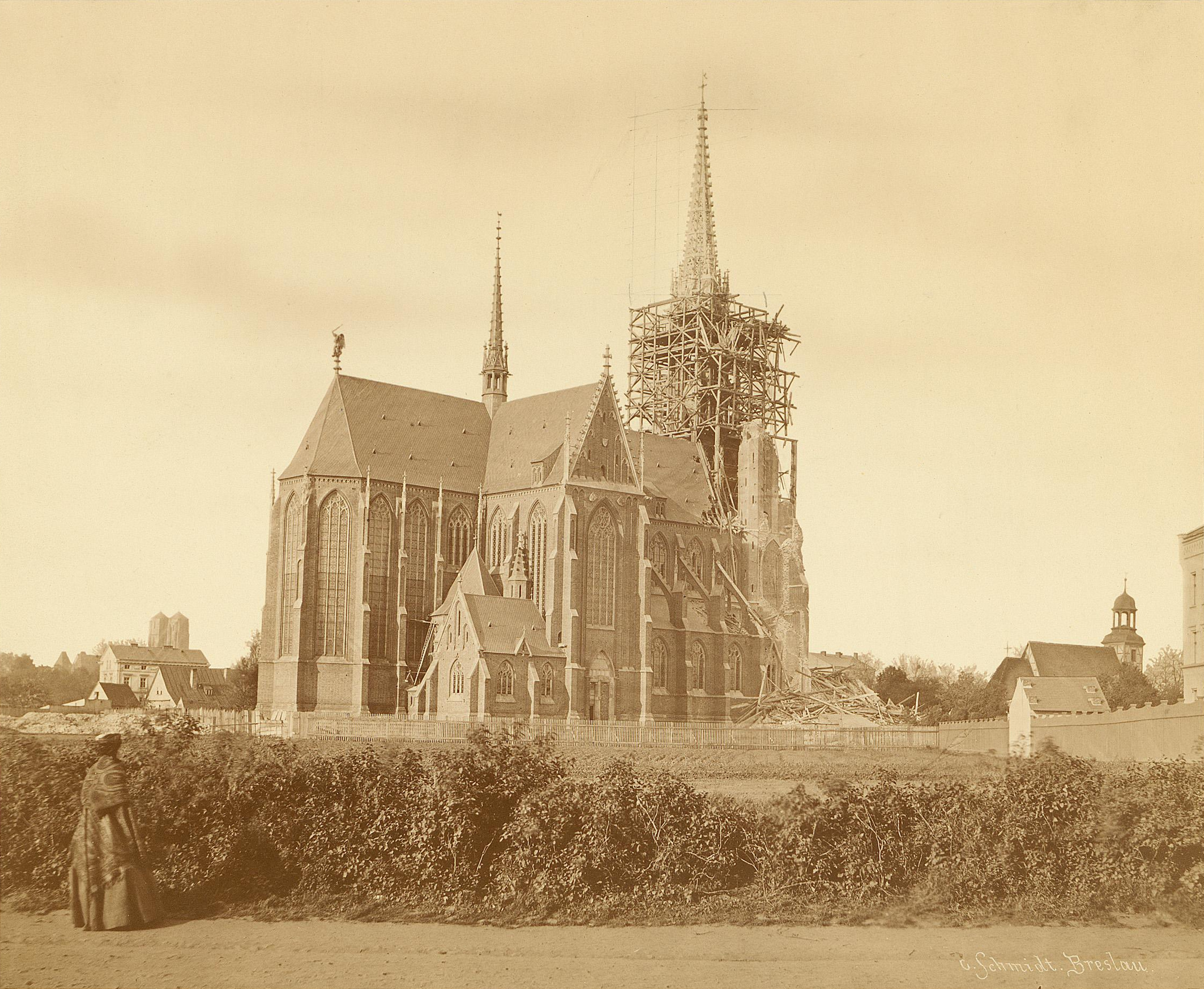
Kirche während des Wiederaufbaus des eingestürzten Nordturms im Jahr 1869

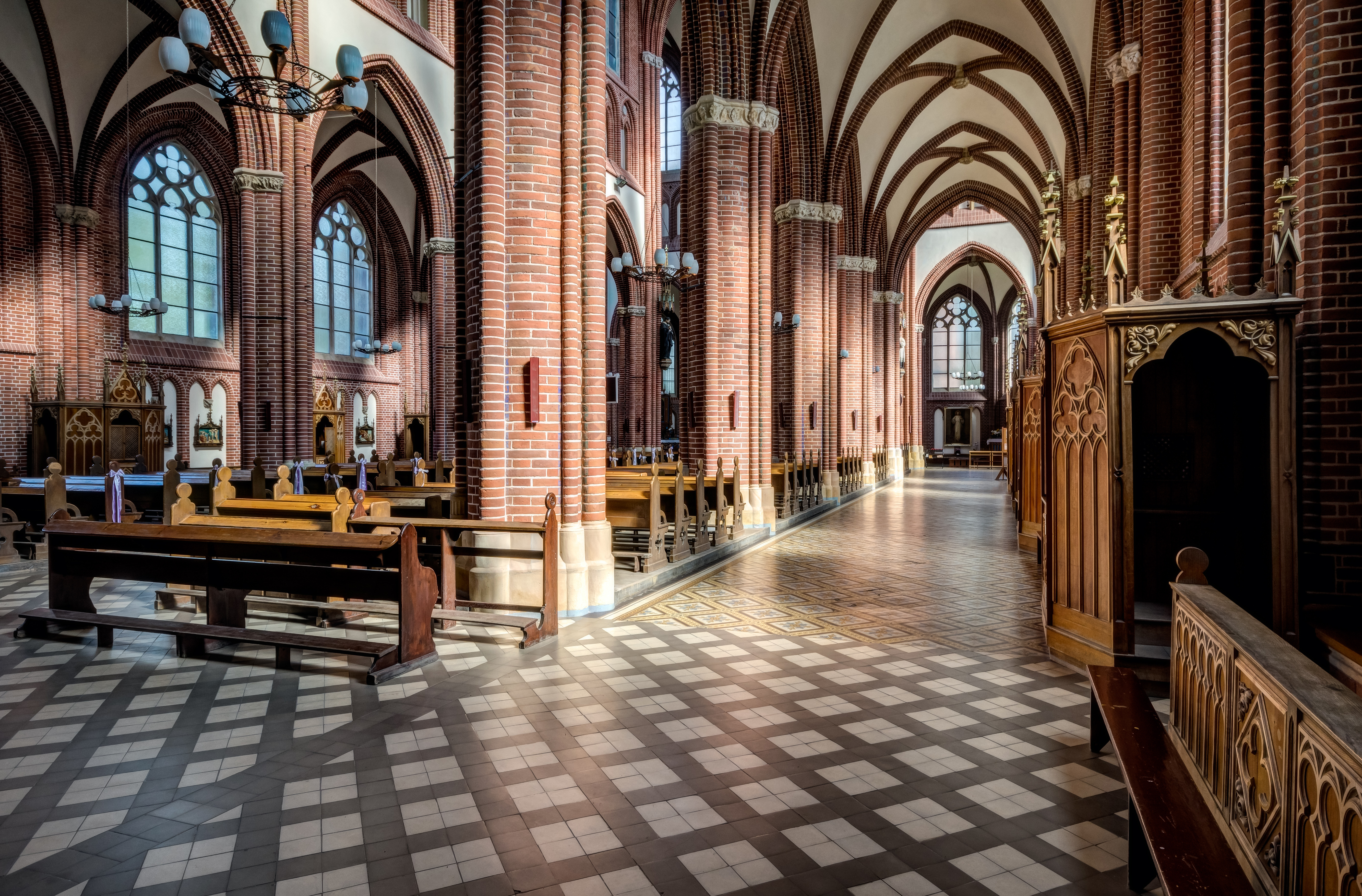
Blick in den Innenraum

In den Jahren von 1862 bis 1871 wurde die Kirche in ihrer heutigen Form erbaut. Dazu wurden die Vorgängerbauten an dieser Stelle abgerissen. Entworfen wurde die Kirche in ihrer heutigen Form vom Architekten Alexis Langer im neugotischen Stil. Während des Baus stürzte der Nordturm ein. Infolge der Katastrophe wurde Alexis Langer von den Bauarbeiten abgezogen und Carl Johann Lüdecke mit der Fertigstellung des Gotteshauses beauftragt. Die Kirche war die erste große katholische Kirche in Breslau, die seit dem Anschluss der Stadt an Preußen (1742) errichtet wurde. Sie gilt als Symbol für den Widerstand der Katholiken gegen den Kulturkampf. Der Grundstein wurde am 6. Oktober 1862 gelegt, am 8. November 1871 wurde die Kirche konsekriert.
Während der Schlacht um Breslau am Ende des Zweiten Weltkriegs wurde die Kirche so stark beschädigt, dass sie ursprünglich abgerissen werden sollte. Durch das starke Engagement eines Priesters konnte der Abriss verhindert und die Kirche wieder aufgebaut werden.